# Ignace (film)
Pour les articles homonymes, voir Ignace.
Pour plus de détails, voir Fiche technique et Distribution.
Ignace est un film français réalisé par Pierre Colombier, sorti en 1937.

## Synopsis
Affecté au 647e Dragon de Névreuse-les-Bains, le jeune paysan Ignace Boitaclou, arrive en retard à la caserne où il est sévèrement réprimandé par son adjudant de semaine. Devenu célèbre dans la caserne grâce à une chanson, il est nommé ordonnance du colonel à la place du soldat Philibert. Il séduit Annette, la femme de chambre et devient très vite le confident de Monique, la nièce du colonel. Maladroit, mais homme de cœur, Boitaclou deviendra très vite un soldat modèle. À noter que lors de l'appel des troupes à la caserne, on entend prononcer le nom de Jules Muraire, qui est le vrai nom de Raimu.

## Fiche technique
- Titre : Ignace
- Réalisation : Pierre Colombier
- Scénario : d'après l'opérette éponyme de Jean Manse et Roger Dumas
- Adaptation et dialogues : Jean Manse
- Images : Robert Lefebvre, Charlie Bauer
- Musique et direction d'orchestre : Roger Dumas
- Parolier : Jean Manse
- Chansons : Ignace, Quelle famille, Je n'aime que vous (Andrex-Claude May), Pour être une ordonnance (Fernandel-Dany Lorys), Oh ! Mexicana (Fernandel-Andrex-Nita Raya), Lequel des deux (Fernandel-Claude May) - enregistrées sur disques Columbia
- Décors : Jacques Colombier
- Son : Robert Teisseire
- Enregistrement sonore R.C.A (High Fidelity)
- Montage : André Versein
- Découpage : H. Darol
- Les ballets sont dirigés par Floyd du Pont
- Production et distribution : Gray-Films
- Directeur de production : Ayres d'Aguiar
- Régisseur général : Pierre Danis
- Tirage aux laboratoires Lianofilm
- Tournage en février et mars 1937, dans les studios Pathé à Joinville-Le-Pont
- Pays :  France
- Format :  Noir et blanc - 1,37:1 - 35 mm - son mono
- Genre : Comédie - film musical
- Durée : 102 minutes
- Date de sortie : 
  - France - 30 avril 1937
- Visa d'exploitation : 645
- Affiches : Roger Cartier, Fernand François (France)

## Distribution
- Fernandel : Ignace Boitaclou, jeune paysan, ordonnance du colonel
- Saturnin Fabre : Le baron Gédéon des Orfrais
- Fernand Charpin : Le colonel Romuald Durosier
- Alice Tissot : La colonelle Gabrielle Durosier
- Nita Raya : Loulette, la vedette de music-hall
- Raymond Cordy : Le soldat Philibert, ancienne ordonnance
- Claude May : Monique Durosier, la nièce
- Andrex : Serge de Montroc
- Dany Lorys : Annette, la bonne
- Charles Redgie : Le capitaine
- Pierre Magnier : L'inspecteur général
- Doumel : Le chef
- Madeleine Suffel : Une curiste
- Léonce Corne : Le lieutenant
- Eugène Stuber : Le gendarme qui mesure Ignace
- Marcel Melrac : Le machiniste
- Pierre Ferval : Un curiste
- Albert Brouett : Le major
- Paul Marcel : Un médecin

## Erreur de film
Vers 16 min, l'ombre de la perche et du micro se projettent sur le mur de la caserne.